# Домановичский сельсовет (Гомельская область)
Домановичский сельсовет — административно-территориальная единица на территории Калинковичского района Гомельской области Республики Беларусь. Административный центр — агрогородок Домановичи.

## Состав
Домановичский сельсовет включает 6 населённых пунктов:
- Авангард — деревня.
- Давыдовичи — деревня.
- Денисовичи — деревня.
- Домановичи — агрогородок.
- Тарканы — деревня.
- Холодники — деревня.